# بطولة دبليو دبليو إي
بطولة دبليو دبليو إي أو (بالإنجليزية: WWE Championship) هي بطولة المصارعة العالمية الترفيهية للوزن الثقيل في رو. هي أحد أهم الألقاب في تاريخ المصارعة الحرة. تأسست في عام 1963 من قبل دبليو دبليو دبليو اف. هي وبطولة دبليو دبليو إي الكونية هما أهم لقبان في الشركة للوزن الثقيل.

## بطولة دبليو دبليو إي العالمية للوزن الثقيل
البطل الحالي هو رومان رينز (بطل اليونفرسال أيضا) فاز بلقب دابليو دابليو إي للوزن الثقيل في ريسلمانيا بعد ان تغلب على حامل اللقب بروك ليسنر في مباراة توحيد اللقبين يوم 3 أبريل 2022 الأحد

### إحصائيات
تربل إتش 14 مرة خمسة منها بطولة الوزن الثقيل وتسعة منها بطولة wwe
ايدج 11 مرة أربعة منها بطولة دبليو دبليو إي وسبعة منها بطولة الوزن الثقيل
راندي اورتن 14 مرة منها عشرة مرات بطولة دبليو دبليو إي أربع منها الوزن الثقيل

## حاملو اللقب
- جون سينا: 16 مرة[2] بالتساوي مع ريك فلير
- تربل إتش: 14 مرة[2]
- راندي اورتن: 14 مرة[2]
- إيدج: 11 مرة[2]
- ذا روك: 10 مرات[2]
- الأندرتيكر: 7 مرات [2]
- هولك هوجان: 6 مرات
- ستون كولد ستيف أوستن: 6 مرات
- الفتى الديناميتي (Dynamite Kid): 6 مرات
- بروك ليسنر: 5 مرات
- دانيال براين: 5 مرات
- شيموس: 4 مرات
- كرت أنجل 4 مرات
- شون مايكلز: 3 مرات [2]
- بوب كولاند: 3 مرات
- رومان رينز: 4 مرات
- درو ماكنتاير وكريس جيركو، راندي سافاج، سايكو سيد، مانكايد، ذا ميز، يوكوزونا، برونو سامارتينو، سيث رولينز، إيه جيه ستايلز، سي أم بانك،[2] ألبرتو ديل ريو[2] بيغ شو[2] وباتيستا: مرتان.
- ديزل، المحارب، أندريه العملاق، بوب باكلند، إدي غيريرو، فينس مكمان، الشيخ الحديدي، بودي روجر، إيفان كولف، سارجنت سلوتر، جيف هاردي، جون برادشو ليفيلد (JBL)، روب فان دام، بوبي لاشلي، دين أمبروز، ري ميستيريو، براي وايت وجيندر ماهال: مرة واحدة.

وبهذا يكون جون سينا أكثر من حمل لقب دبليو دبليو إي بعدد 16 مرة بعد أن حطم رقم ريك فلير القياسي بعدد 16 مرة.

## حقائق
- يعتبر راندي اورتن المصارع الذي خسر وفاز البطولة في نفس الليلة في NO MERCY 2007

بجانب سيث رولينز الذي فاز باللقب من رومان رينز وخسره أمام امبروز في نفس الليلة في money in the bank 2016
- تربل إتش وجون سينا وراي مستريو ودانيال براين كل منهم فاز باللقب وخسره في نفس الليلة على التوالي من راندي أورتن NO

MERCY 2007، ومن باتيستا ELIMINATION CHAMBER 2010، ومن جون سينا عرض الراو 25/7/2011ومن راندي أورتن في SUMMER SLAM 2013
- اندري ذا جاينت المصارع الوحيد الذي احتفظ باللقب لمدة 45 ثانية فقط

- أكبر بطل ل WWE مستر مكمان 54 سنة واصغر بطل هو راندي اورتن 24 عام

- أثقل بطل هو يوكوزونا بوزن 258 كيلو غرام واخف بطل هو ري ميستيريو 79 كيلو غرام

- برونو سامارتينو أول مصارع غير أمريكي يفوز باللقب وهو إيطالي الجنسية

- اي جاي ستايلز أول مصارع يفوز باللقب خارج قارة أمريكا الشمالية حيث فاز بها في أوروبا في مدينة مانشستر الإنجليزية

- جيندر ماهال أول مصارع من اصل هندي يفوز باللقب

- بودي روجر أول بطل للقب WWE أو WWWF في سنة 1963

- يعتبر سيث رولينز أول مصارع يفوز بلقب العالم والولايات المتحدة معا

- برونو سامارتينو أطول بطل حيث حقق رقمين صعبين والرقم الأول هو بطل من 1963 حتى 1971 والمرة الثانية هو 1973 حتى 1977

## معرض الصور

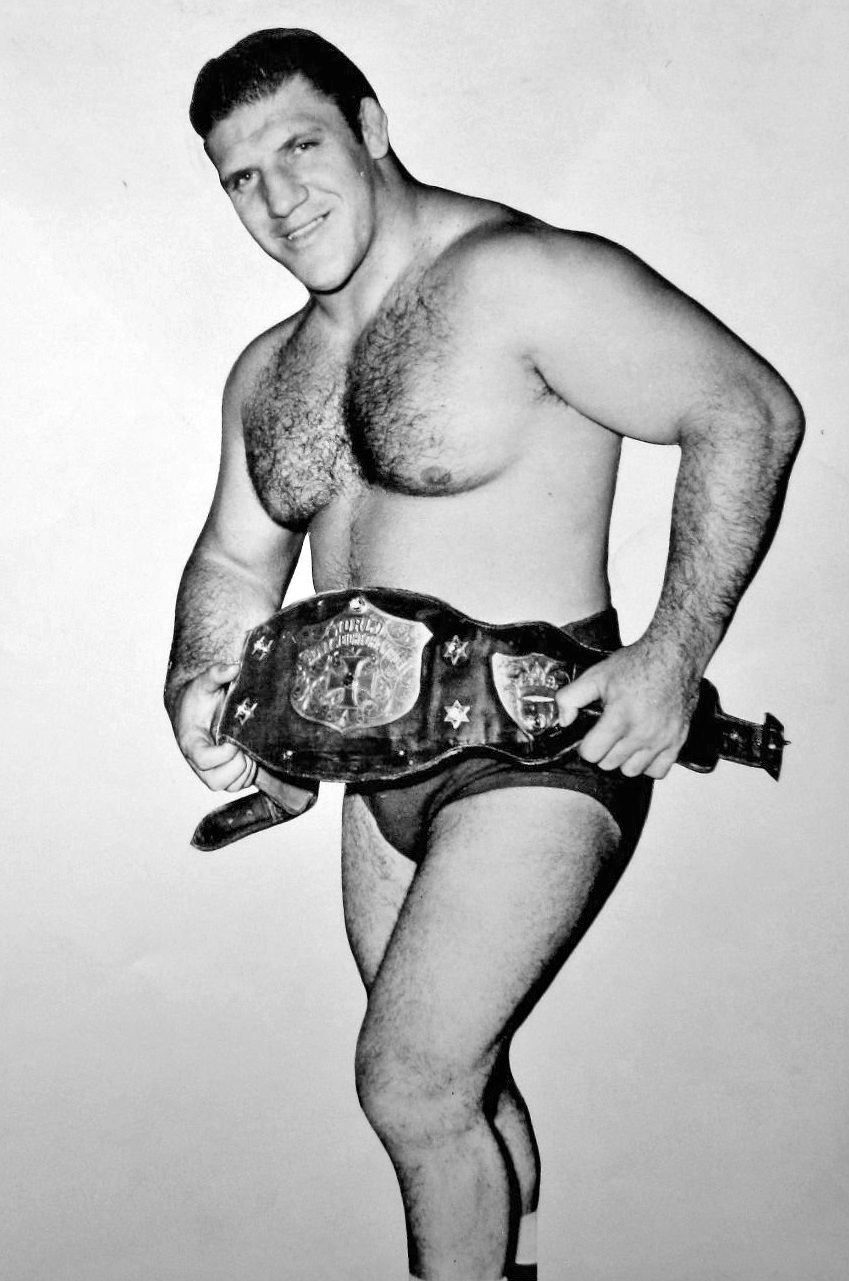
برونو سامارتينو con la seconda versione del titolo allora noto come WWWF World Heavyweight Championship
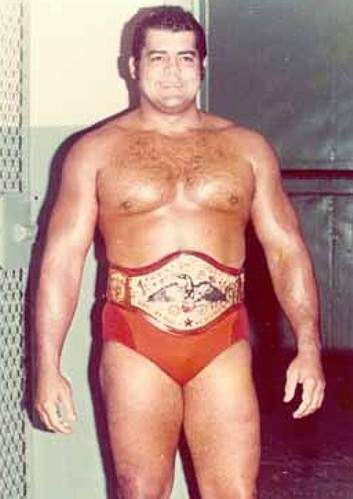
بيدرو موراليس con la versione del titolo allora noto come WWWF Heavyweight Championship
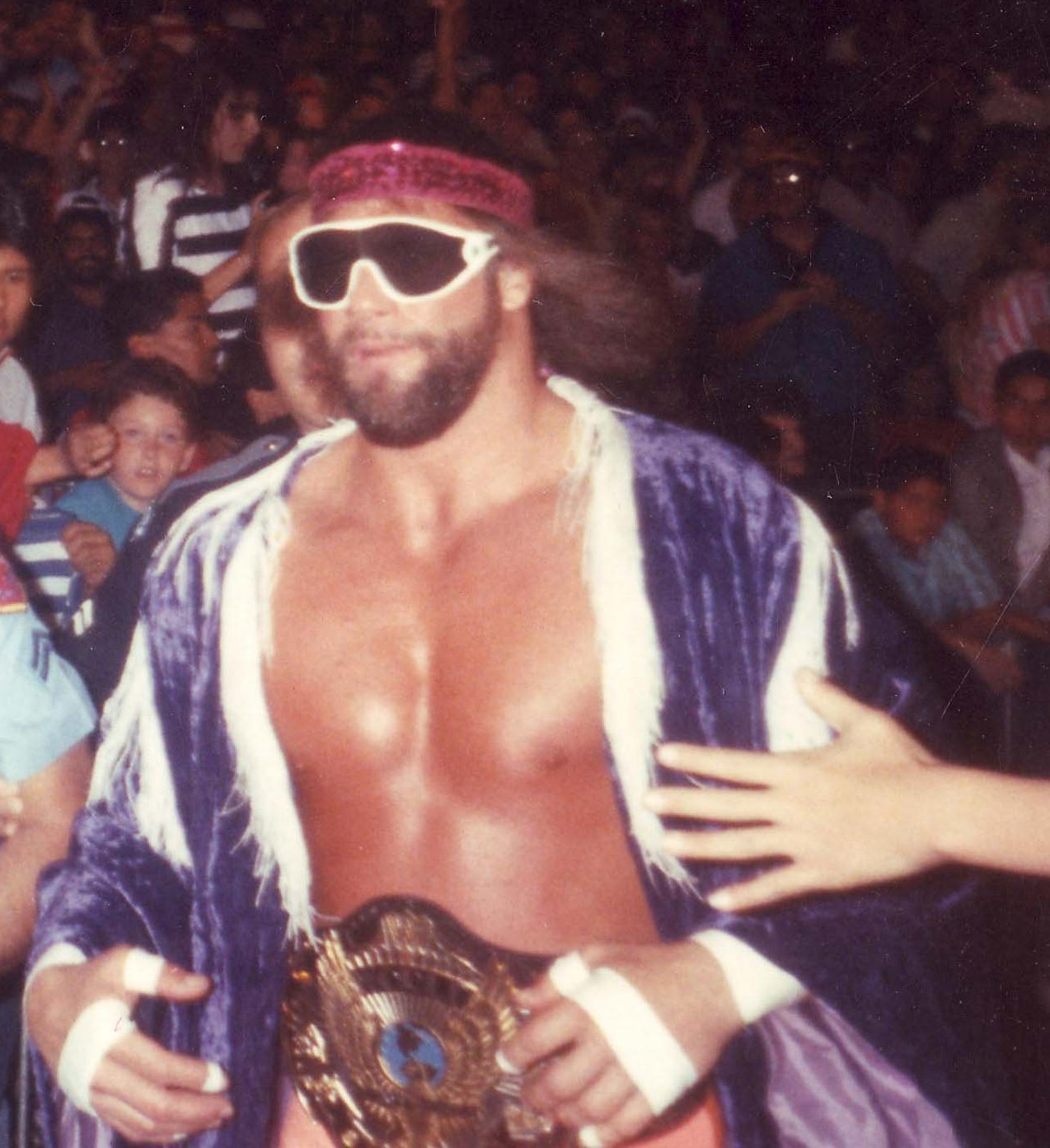
راندي سافاج con la versione Winged Eagle del titolo allora noto come WWF World Heavyweight Championship
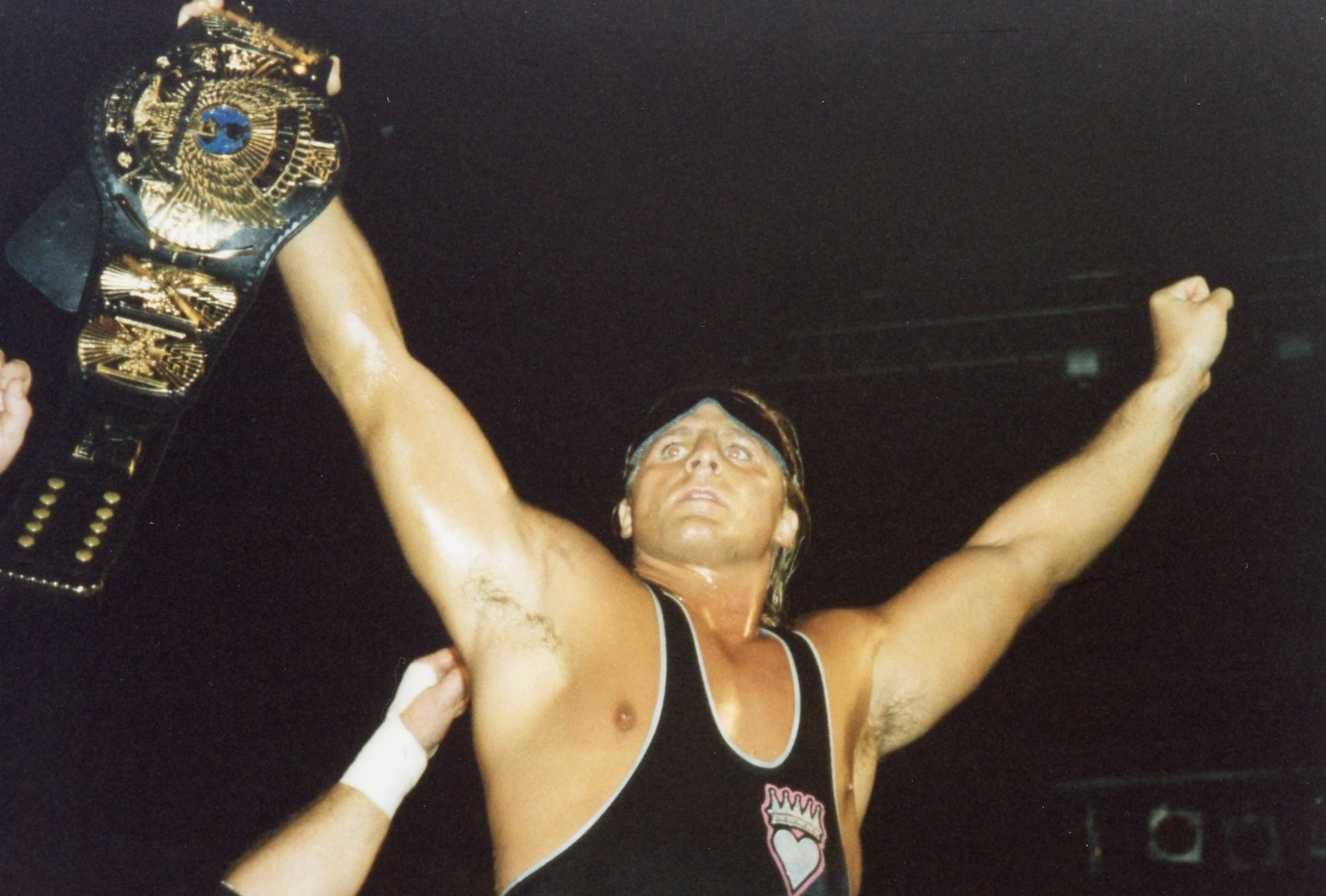
أوين هارت solleva la versione Winged Eagle del titolo allora noto come WWF Championship
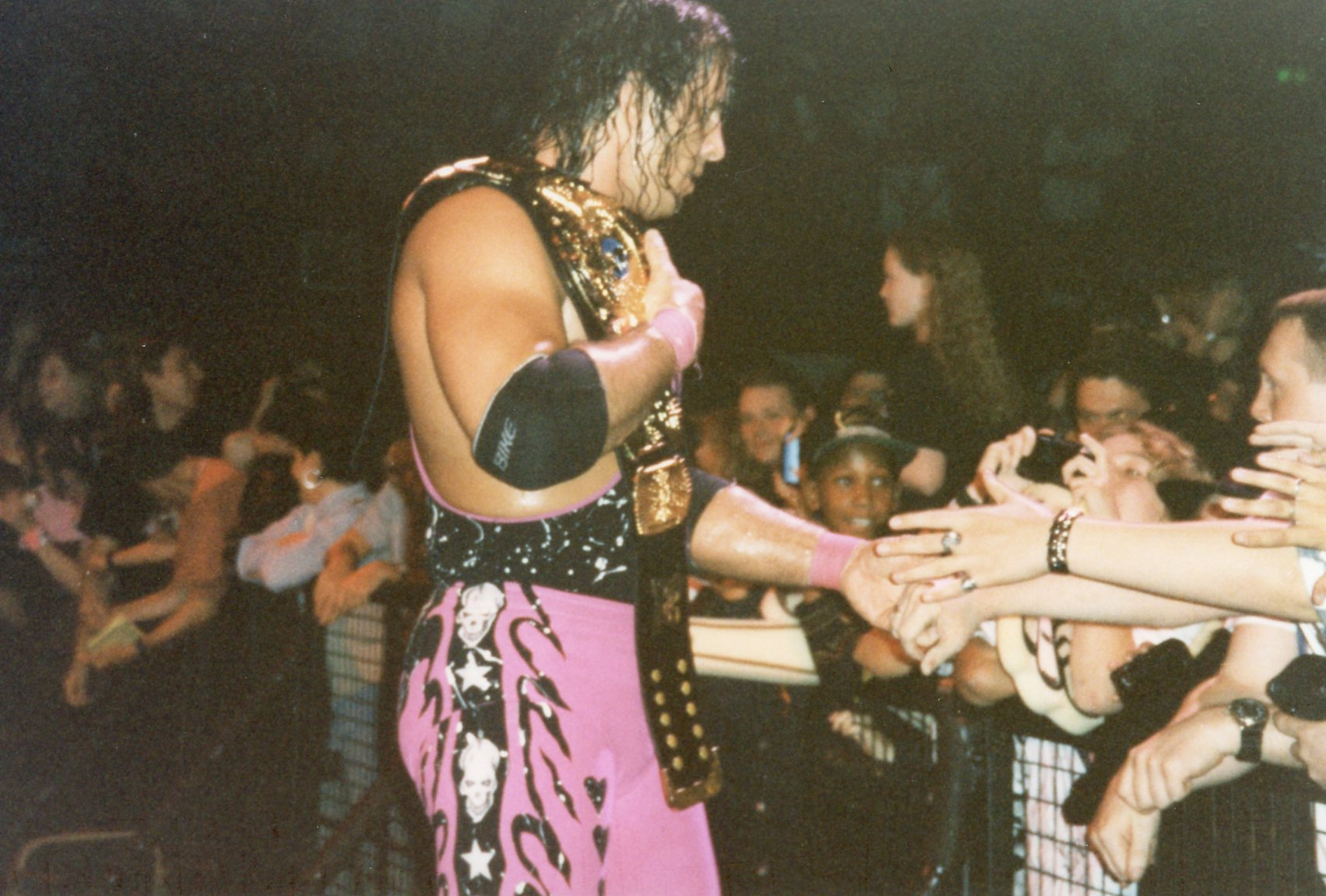
بريت هارت con la versione Winged Eagle del titolo
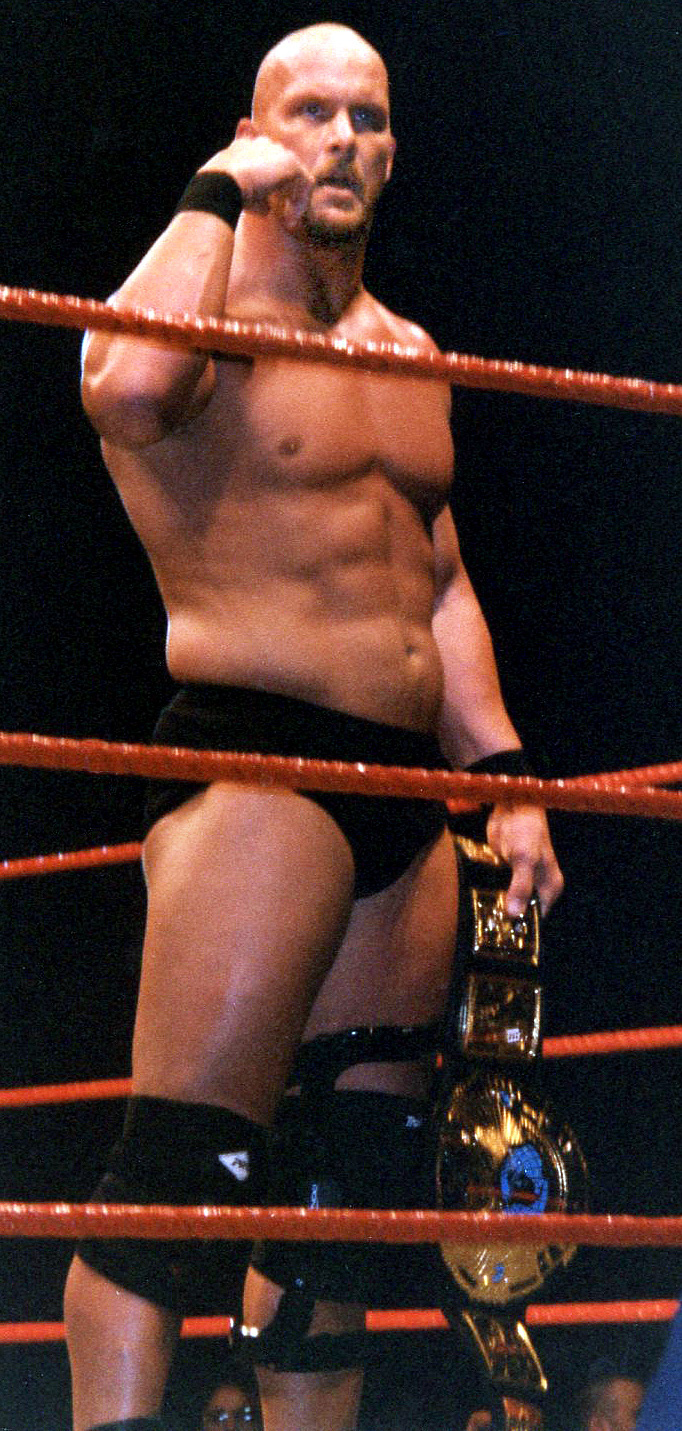
ستون كولد ستيف أوستن con la versione Big Eagle del titolo
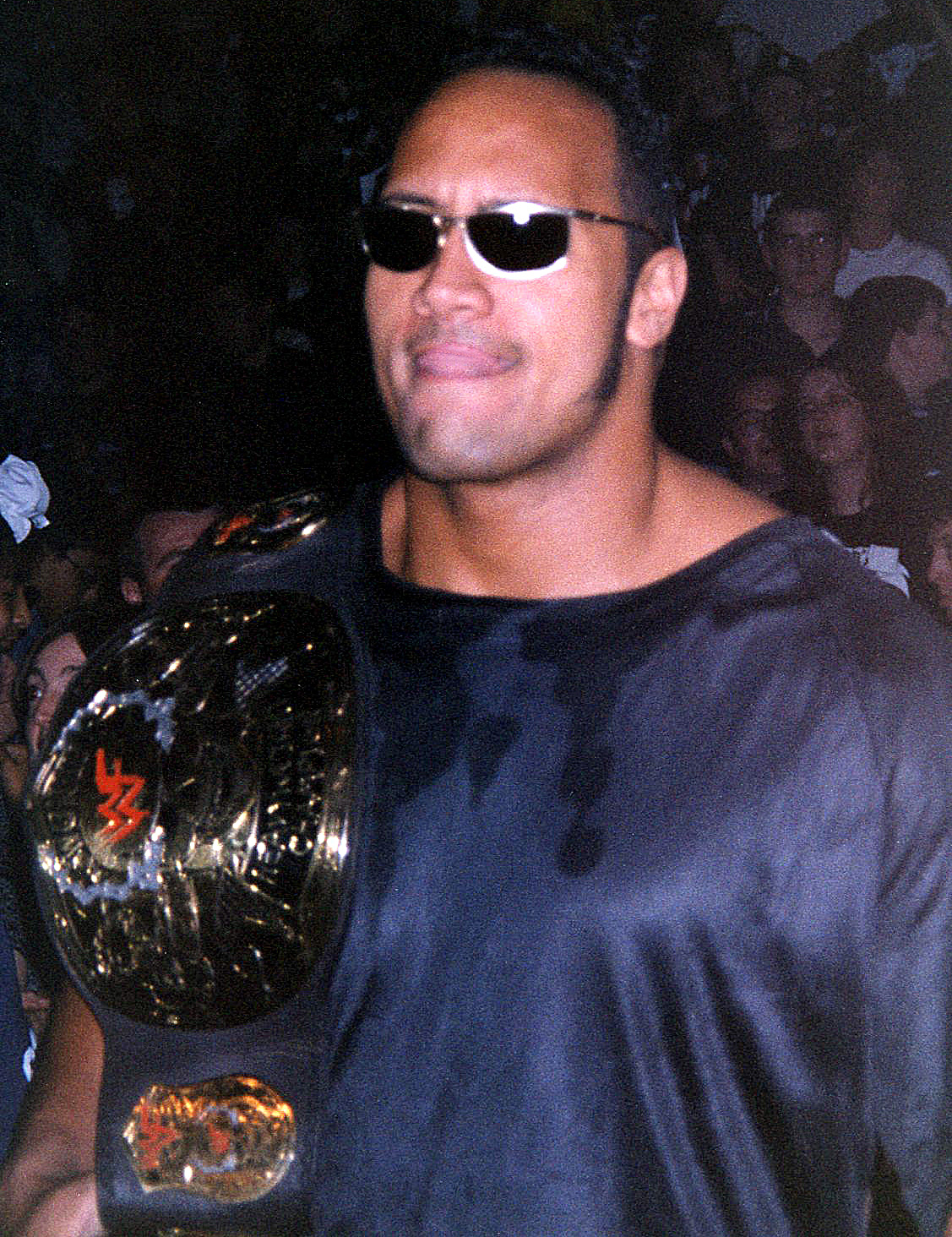
دوين جونسون con la versione Smoking Skull creata per ستون كولد ستيف أوستن
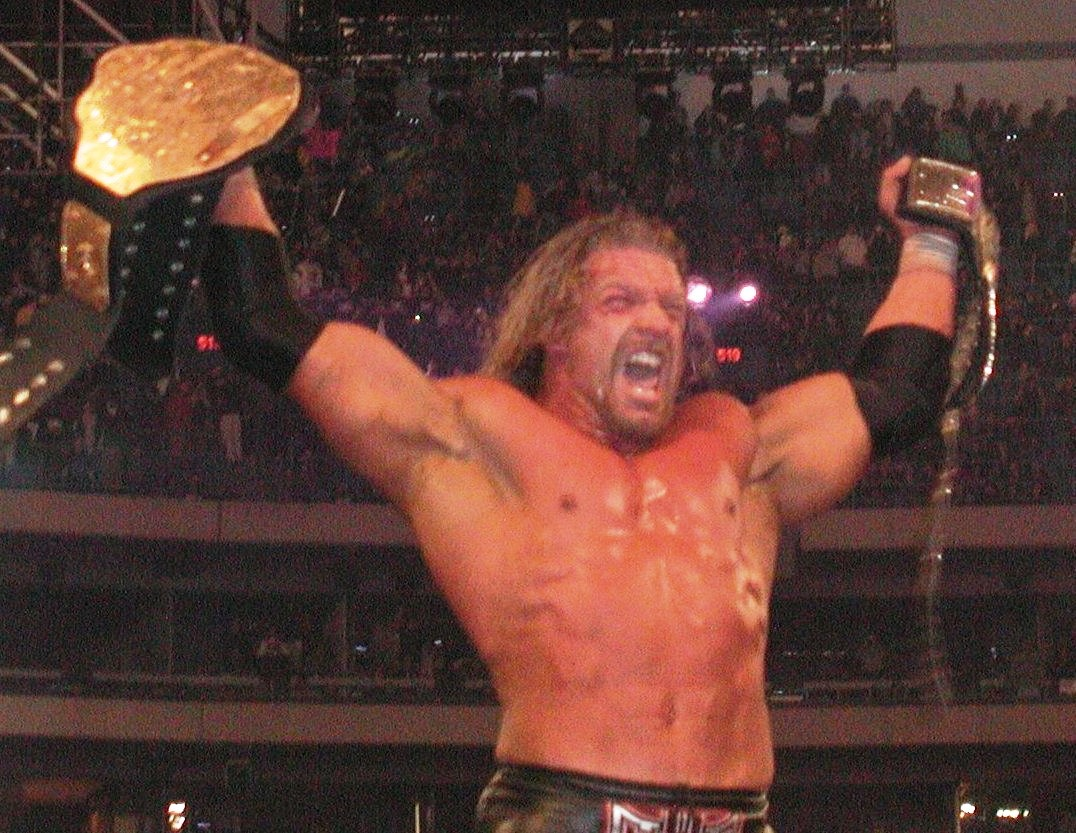
تربل إتش dopo aver vinto il titolo indiscusso, rappresentato dalla حزام البيغ غولد (a sinistra) e dalla versione Big Eagle del titolo (a destra)
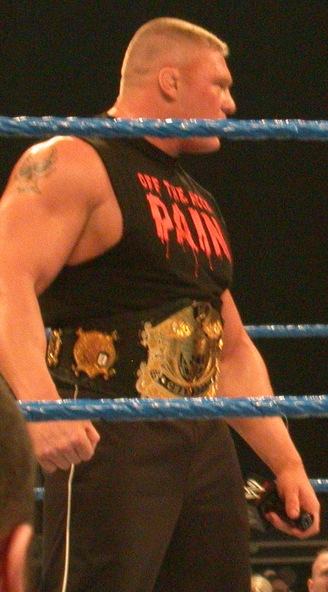
بروك ليسنر con la versione indiscussa del titolo allora noto come WWE Undisputed Championship
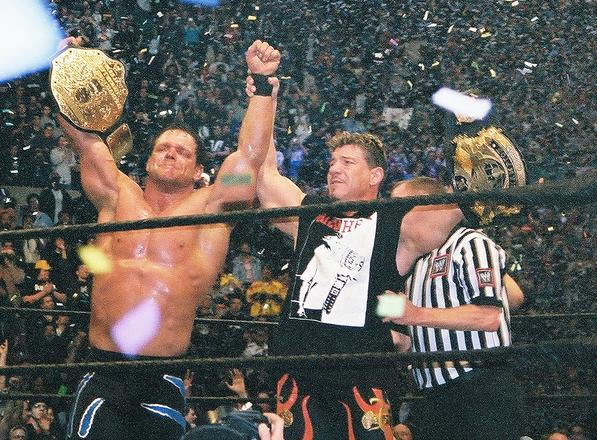
إدي غيريرو con la versione indiscussa del titolo celebra la vittoria di كريس بنوا (detentore della حزام البيغ غولد) a راسلمينيا 20
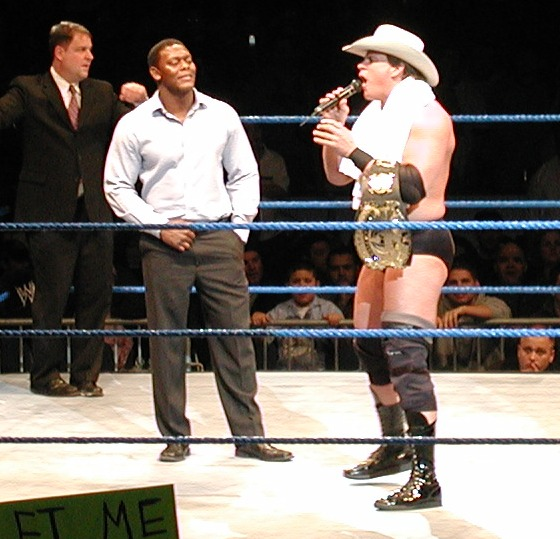
جون برادشو ليفيلد con la versione indiscussa del titolo
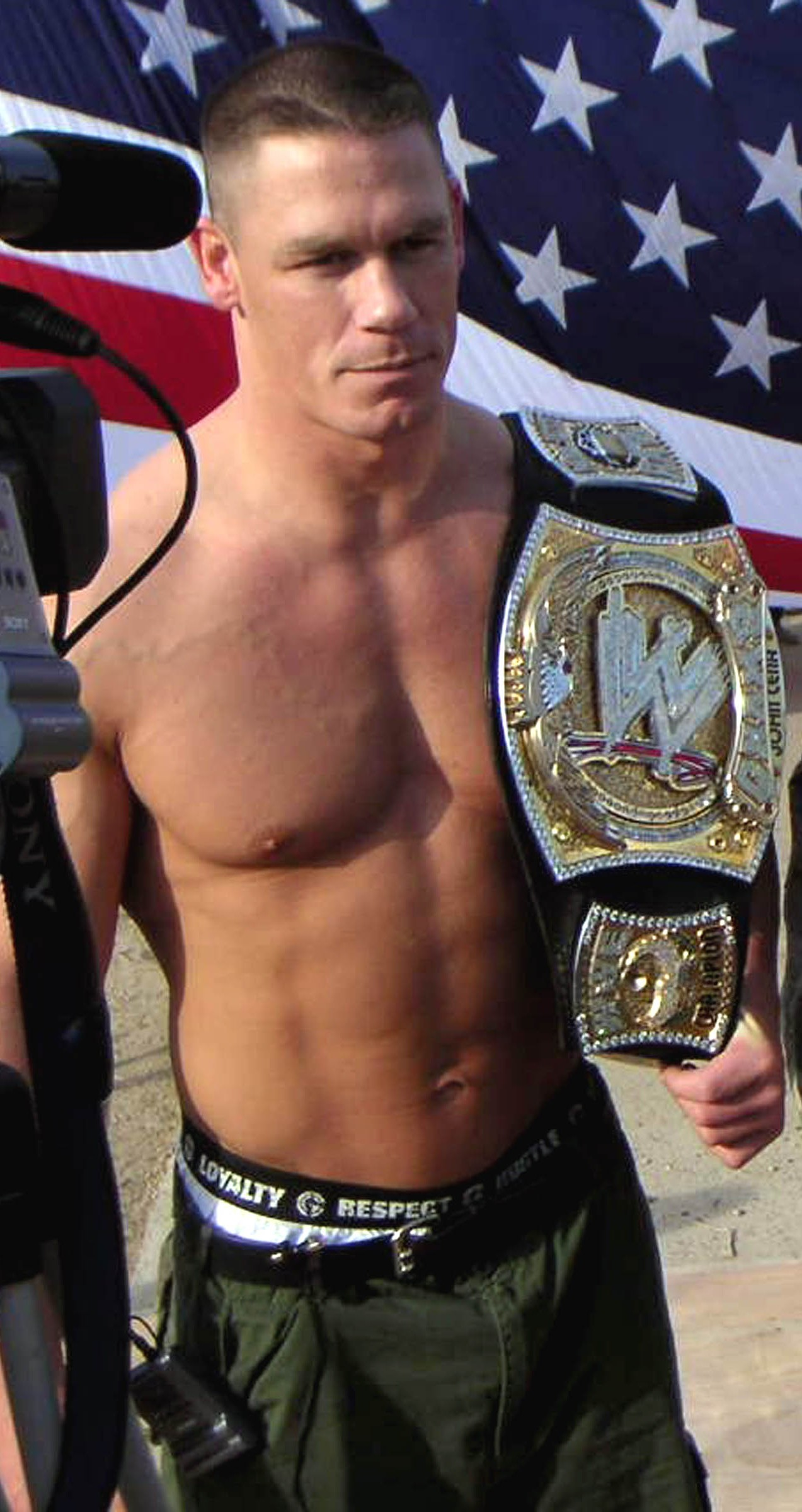
جون سينا sostituì la versione indiscussa del titolo con questa rotante
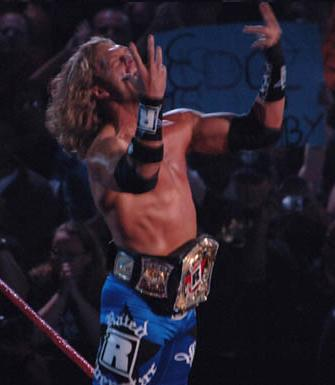
Edge personalizzò la sua versione rotante del titolo rinominato WWE Championship dal 2002
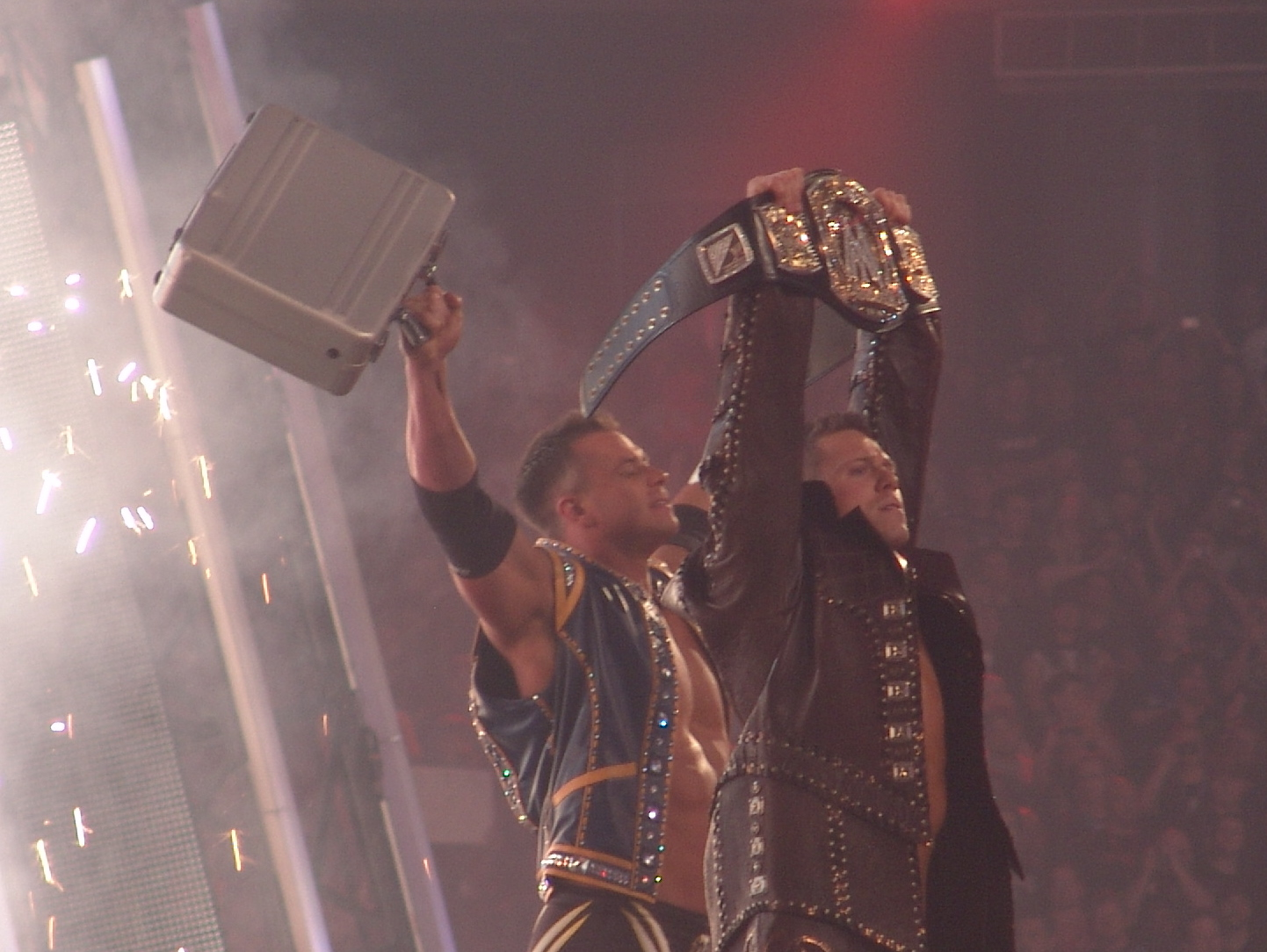
ذا ميز con la sua versione rotante del titolo che vide il logo WWE capovolto per formare la lettera M
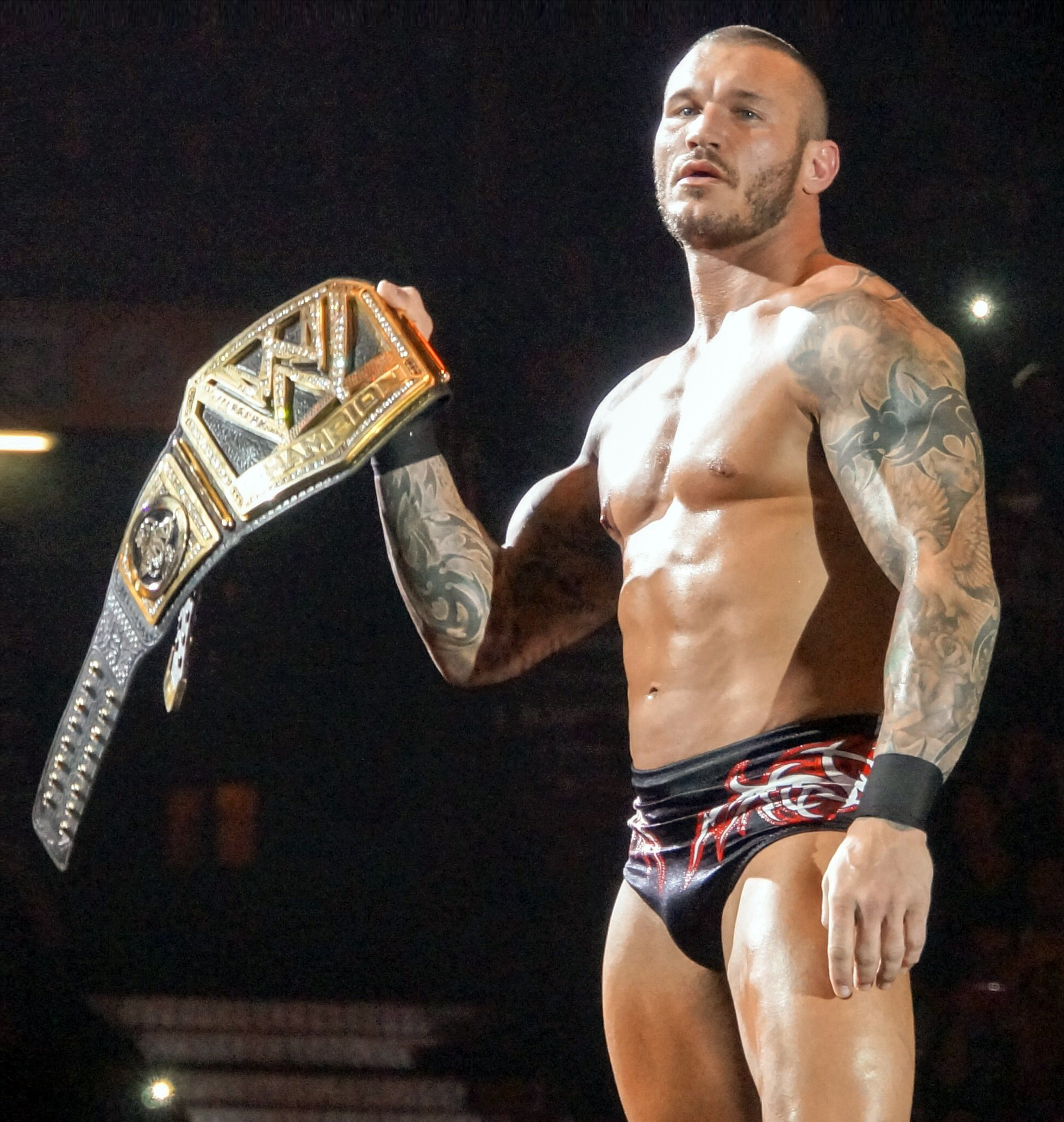
راندي أورتن con la versione 2013–2014 del titolo allora noto come WWE World Hevayweight Championship
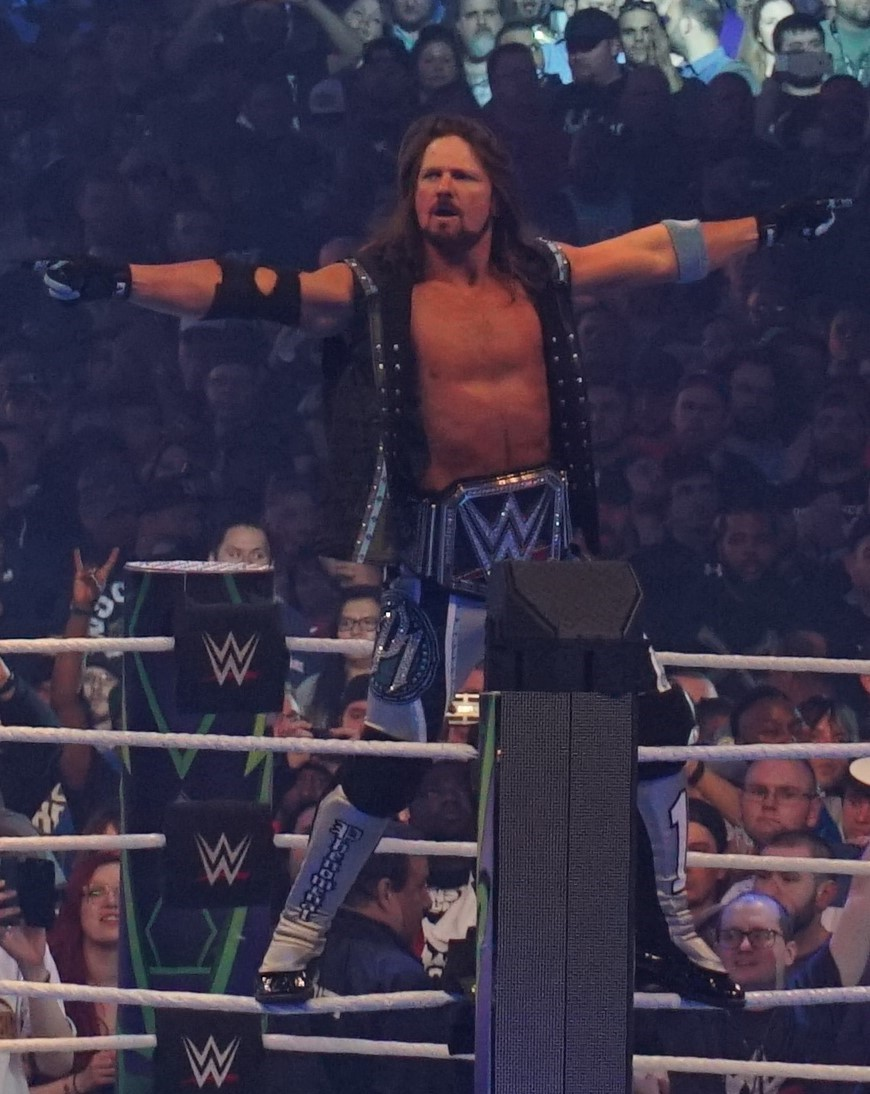
إيه جيه ستايلز con la versione odierna del WWE Championship